# Камери
Ка̀мери (на италиански: Cameri, на местен диалект: Cambra, Камбра) е град и община в Северна Италия, провинция Новара, регион Пиемонт. Разположено е на 161 m надморска височина. Населението на общината е 11 019 души (към 2015 г.).